# Jerko Marinić Kragić
Jerko Marinić Kragić (Split, 24. siječnja 1991.) hrvatski je vaterpolist.
Rodio se u Splitu 24. siječnja 1991. godine. Započeo je vaterpolsku karijeru u VK Mornar Split. Nakon prolaska kroz omladinski pogon debitirao je u prvoj momčadi tijekom prvenstva 2007.-'08. Izabran je za najboljeg igrača Mornara u sezonama 2013.-'14 i 2014.-'15. Prešao je u talijanski Posillipo 2015. godine. Od 2016. godine igrao je za crnogorski VK Jadran Herceg-Novi, gdje je proveo dvije sezone, a nakon toga dvije sezone u rumunjskoj Steaui Bukurešt. Od 2020. igra za VK Jadran Split, s kojim je osvojio naslov prvaka Hrvatske u sezoni 2022./23. To je bio prvi naslov prvaka Hrvatske za VK Jadran Split. S Jadranom je osvojio i Kup Hrvatske u sezoni 2021.-'22.

## Reprezentacija
Osvojio je broncu na Europskom juniorskom prvenstvu u Beogradu 2008. i zlato na juniorskom Svjetskom prvenstvu u Šibeniku 2009., gdje je bio najbolji strijelac hrvatske reprezentacije. Kao hrvatski seniorski reprezentativac osvojio je naslov prvaka Europe u rodnom Splitu 2022. godine.